# Eugenia howardiana
Eugenia howardiana är en myrtenväxtart som beskrevs av George Richardson Proctor. Eugenia howardiana ingår i släktet Eugenia och familjen myrtenväxter.
Artens utbredningsområde är Jamaica. Inga underarter finns listade i Catalogue of Life.